# Liste der Monuments historiques in Châteauneuf-Grasse
Die Liste der Monuments historiques in Châteauneuf-Grasse führt die Monuments historiques in der französischen Gemeinde Châteauneuf-Grasse auf.

## Liste der Bauwerke
| Bezeichnung                | Beschreibung                  | Standort                          | Kennzeichnung | Schutzstatus | Datum | Bild           |
| -------------------------- | ----------------------------- | --------------------------------- | ------------- | ------------ | ----- | -------------- |
| Kirche Notre-Dame du Brusc | Erbaut ab dem 11. Jahrhundert | Chemin Notre-Dame-du-Brusc (Lage) | PA00080703    | Classé       | 1986  | weitere Bilder |

## Liste der Objekte
Zum Verständnis siehe: Kirchenausstattung
- Monuments historiques (Objekte) in Châteauneuf-Grasse in der Base Palissy des französischen Kultusministeriums